# 尿苷
尿苷（Uridine），或作脲苷，是一種屬於核苷的化合物，由尿嘧啶與核糖（呋喃核糖）環組成，兩者由β-N1-配糖鍵相連。